# Hubertus von Hohenlohe
Hubertus Rudolph Prinz zu Hohenlohe (* 2. Februar 1959 in Mexiko-Stadt, Mexiko) ist ein Fotograf, Sänger und Skirennläufer. Er wohnt in Marbella (Spanien), in Liechtenstein und in Wien (Österreich).
Der aus der Familie Hohenlohe Stammende besitzt durch eine Entscheidung seines Großvaters väterlicherseits im Jahr 1918 die liechtensteinische Staatsbürgerschaft und aufgrund seiner Geburt in Mexiko auch die mexikanische.
Er ist einer der bekanntesten «Ski-Exoten» und gilt als ältester aktiver Skirennfahrer auf höchster Ebene: Sein letztes Weltcuprennen bestritt er mit 47 Jahren (Kitzbühel 2007), sein letztes Olympiarennen mit 55 (Sotschi 2014), seine bislang letzte Weltmeisterschaft mit 66 (Saalbach-Hinterglemm 2025).

## Familie

### Vorfahren
Hubertus zu Hohenlohe wurde 1959 in Mexiko-Stadt als Sohn von Alfonso Hohenlohe-Langenburg (1924–2003) und Ira von Fürstenberg (1940–2024) geboren, als sein Vater dort das Mexiko-Geschäft des deutschen Autoherstellers Volkswagen aufbaute. Seine Eltern waren seit dem 17. September 1955 verheiratet.
1960 lernte seine Mutter Ira von Fürstenberg den brasilianischen Unternehmer und Playboy Francisco Pignatari (1916–1977) kennen. Es kam zu einem spektakulären Streit um die Kinder mit Entführung und gerichtlichen Auseinandersetzungen. Erst als entschieden wurde, dass die Kinder bei Alfonso bleiben durften, zog dieser die Anzeige wegen Ehebruchs gegen Ira zurück. Doch Alfonso widersetzte sich dem vom Gericht angeordneten geteilten Sorgerecht. Daraufhin schickte Ira erfolglos Privatdetektive los, um die Kinder zu sich zu holen. Erst nach ihrer Scheidung von Pignatari 1964 erlaubte ihr Alfonso, die Kinder wieder zu besuchen.
Als Hubertus zu Hohenlohe vier Jahre alt war, zog die Familie nach Marbella in Spanien, wo er teilweise im Fünf-Sterne-Hotel seines Vaters aufwuchs. In der Wohnung der Eltern im Hotel war häufig die internationale Jetset-Prominenz anzutreffen. Mit zehn Jahren wurde er von seinem Vater nach Vorarlberg in eine Klosterschule mit Internat geschickt, um ihn von den „reichen Kindern in Spanien“, „die mit 14, 15 Jahren begannen […], Drogen zu nehmen und sonst auszuticken“, fernzuhalten. Mit elf holte ihn eine Tante in ihre Familie mit sieben Kindern in die Steiermark, wo er seine Schulzeit absolvierte. In Liechtenstein wuchs er ebenfalls auf und studierte dort.

### Ehefrau
Seit 2019 ist Hubertus von Hohenlohe mit Simona Gandolfi verheiratet, die Eheschließung fand in Vaduz statt. Hohenlohes Mutter war aufgrund der Präsentation eines von ihr geschriebenen Buches nicht anwesend. Gandolfi, eine Unternehmerstochter, ist die Cousine des ehemaligen italienischen Skifahrers Alberto Tomba. Hohenlohe und Gandolfi sind seit 1994 liiert, mit einer Unterbrechung von etwa drei Jahren, in denen Gandolfi mit einem anderen Mann verheiratet war und zwei Kinder bekam.

### Weitere Verwandte
Hubertus’ Mutter war eine Nichte des ehemaligen Fiat-Chefs Giovanni Agnelli und gehört damit zur Familie der Fiat-Großaktionäre. Sein älterer Bruder, Christoph Hohenlohe, verstarb 2006 nach einem kurzen Aufenthalt in einem thailändischen Gefängnis. Dieser war für die Nachfolge im Unternehmen des Vaters vorgesehen, sodass sich der Jüngere in anderen Feldern seinen Platz suchte, was ihn zum Skifahren, Fotografieren und zur künstlerischen Betätigung brachte.
Der nur wenig jüngere Karl Hohenlohe (aus der Linie Schillingsfürst) ist genealogisch gesehen ein entfernter Großonkel von Christoph und Hubertus Hohenlohe, die der Langenburger Linie angehören.
Nach eigenen Angaben lautet sein korrekter Name „Hubertus Prinz zu Hohenlohe“. Bei der Fédération Internationale de Ski (FIS), dem internationalen Skiverband, ist er unter dem Namen „Hubertus von Hohenlohe“ eingetragen.

## Skirennfahrer

### Weltcup
Sein erstes Rennen bestritt Hohenlohe für Mexiko beim Alpinen Skiweltcup 1981/82 in der Disziplin Kombination am 8. Dezember 1981 in Aprica in Italien. Zu diesem Rennen hatte Werner Grissmann mit ihm eine Wette um fünf Flaschen Champagner abgeschlossen, dass er mindestens zehn Sekunden vor Hohenlohe bliebe. Grissmann verlor, da er nur knapp neun Sekunden vorne lag. Für Mexiko durfte er nur starten, weil er in Mexiko geboren ist und weil er im Jahr seines ersten Rennens den mexikanischen Skiverband gegründet hatte. Er erzielte mehrmals Weltcuppunkte und kam fünfmal in die Top 10 in der Kombination. Seit 1982 nahm er mit Unterbrechungen an den Skiweltmeisterschaften teil und hält daher auch mehrere Rekorde in diesem Zusammenhang.
Hohenlohe war zunächst bis 1988 aktiver Skirennläufer, dann widmete er sich mehr der Kunst. Ab 1992 nahm er wieder am Skigeschehen teil, bestritt allerdings zunächst immer weniger Weltcuprennen, von 1996 bis 2004 nahm er überhaupt nicht mehr an Weltcuprennen teil. In der Saison 2004/05 startete er in Adelboden, Wengen und Kitzbühel. 2006/07 war er aktiver, mit Teilnahmen auf der Reiteralm bei Schladming, in Adelboden, Wengen und Kitzbühel – als fast 48-Jähriger. Bis auf den 54. und letzten Platz mit 25 Sekunden Rückstand auf der Reiteralm kann er jedoch kein Ergebnis vorweisen, da er entweder ausgeschieden war (Lauberhornabfahrt) oder sich nicht für den zweiten Lauf qualifizierte; anschliessend nahm er nicht mehr am Weltcup teil.
Sein bestes Weltcupergebnis war ein fünfter Platz in der Kombination von Gröden zusammen mit Madonna di Campiglio (9./13. Dezember 1981), bei der allerdings nur fünf Läufer in die Wertung kamen (Punktezahl 258,98 gegenüber Sieger Phil Mahre 18.56).

### Olympische Winterspiele

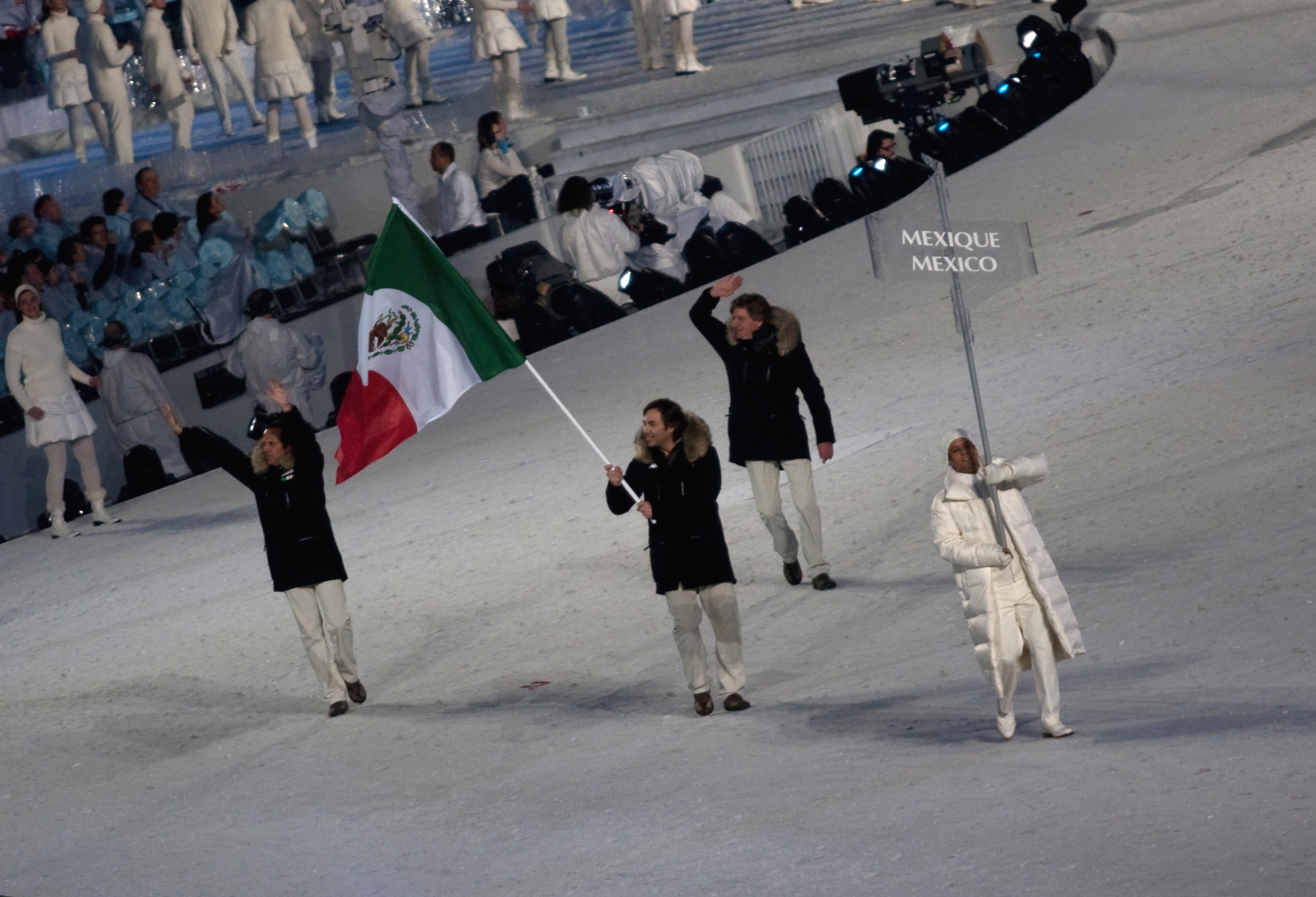
Hubertus zu Hohenlohe als Fahnenträger beim Einzug der Mannschaften bei den Olympischen Spielen 2010

Bei Olympischen Spielen vertrat er Mexiko 1984 in Sarajevo, 1988 in Calgary, 1992 in Albertville, 1994 in Lillehammer, 2010 in Vancouver und 2014 in Sotschi. Im Alter von 51 Jahren nahm Hohenlohe als einziger Vertreter Mexikos als insgesamt ältester Teilnehmer an den Olympischen Winterspielen 2010 in Vancouver in den alpinen Skidisziplinen Riesenslalom und Slalom teil. Im Riesenslalom startete er als 103. und belegte den 78. Platz. Bei den Olympischen Winterspielen 2014 war er wiederum der einzige Vertreter Mexikos. Sein Onkel Max von Hohenlohe trat ebenfalls als Skirennläufer an Olympischen Spielen an.

### Nationale Meisterschaften
Er war mehrmals mexikanischer Meister, so 2015 in Bansko als einziger Vertreter seines Skiverbandes.
Sein bisher letztes Rennen war die Mexikanischen Slalom-Meisterschaft im März 2023 in Toblach, Italien, wo er den zweiten und letzten Platz unter den Titelberechtigten belegte.

### Alpine Weltmeisterschaften
Seine besten WM-Ergebnisse waren zwei 26. Plätze in den Slaloms von Bormio 1985
und Vail 1989.
Seine Teilnahme an den Weltmeisterschaften in Schladming 2013 als 54-Jähriger brachte ihm einen Eintrag im Guinness-Buch der Rekorde ein. Bei den Weltmeisterschaften 2015 in Vail/Beaver Creek belegte er im Slalom den 46. und letzten Platz.
Eine weitere Weltmeisterschaftsteilnahme absolvierte er 2017 in St. Moritz, wobei er sich allerdings nicht für den Hauptbewerb des Riesenslaloms qualifizieren konnte (er trug die Start-Nr. 123 und schied im zweiten Qualifikations-Lauf aus). Im Slalom war er jedoch am 19. Februar dabei: er startete mit Nr. 100, wurde aber im ersten Durchgang disqualifiziert.
Er nahm in der Folge auch an den Weltmeisterschaften 2019 in Åre, 2021 in Cortina d’Ampezzo, 2023 in Courchevel/Méribel und 2025 in Saalbach-Hinterglemm teil.

### Auftreten
Hohenlohe gilt im Skisport als Exot, da er sämtliche Rennen für den mexikanischen Skiverband bestreitet und seit geraumer Zeit nur noch in Trikots bekannter Fußballklubs bei Weltmeisterschaften an den Start geht. Bei den Olympischen Spielen 2006 in Turin wollte er erneut teilnehmen, doch erhielt er eine Absage vom Mexikanischen Olympischen Komitee, da er der einzige teilnehmende Mexikaner gewesen wäre, nachdem die wenigen anderen allesamt, unter anderem durch Verletzungen, verhindert waren. In der ARD-Show „Olympia mit Waldi & Harry“, in der er zu Gast war, präsentierte Hohenlohe sein Olympiadress, mit dem er in der Abfahrt an den Start gegangen wäre. Darauf war die typische Kleidung eines Desperados aufgezeichnet, inklusive Revolver. Bei den Olympischen Winterspielen 2014 trug er wieder einen auffälligen Olympiadress, schied aber nach 54 Sekunden aus.

## Erfolge

### Olympische Winterspiele
- Sarajevo 1984: 38. Abfahrt, 48. Riesenslalom, 26. Slalom
- Calgary 1988: 43. Abfahrt, 42. Super-G, 52. Riesenslalom, 30. Slalom
- Albertville 1992: 38. Abfahrt, 70. Super-G, 36. Kombination
- Lillehammer 1994: 48. Abfahrt
- Vancouver 2010: 78. Riesenslalom, 46. Slalom
- Sotschi 2014: DNF Slalom

### Weltmeisterschaften
- Schladming 1982: 26. Slalom, 37. Riesenslalom, 41. Abfahrt, 47. Kombination
- Bormio 1985: 26. Slalom, 28. Kombination, 40. Abfahrt,
- Crans-Montana 1987: 34. Slalom, 46. Abfahrt, 50. Super-G, 56. Riesenslalom
- Vail 1989: 26. Slalom, 35. Kombination, 51. Riesenslalom, 63. Super-G
- Saalbach-Hinterglemm 1991: 46. Slalom, 51. Abfahrt, 56. Super-G
- Morioka-Shizukuishi 1993: 41. Abfahrt, 42. Riesenslalom, 42. Slalom
- Sierra Nevada 1996: 42. Riesenslalom, 42. Kombination, 68. Abfahrt, 73. Super-G, DNF Slalom
- Sestriere 1997: 62. Super-G, 41. Slalom, 62. Super-G, DNF Riesenslalom
- Vail/Beaver Creek 1999: DSQ Riesenslalom, DNF Slalom
- St. Anton am Arlberg 2001: 55. Slalom, DNF Riesenslalom
- St. Moritz 2003: 60. Slalom, 76. Riesenslalom
- Bormio 2005: 38. Abfahrt, 60. Riesenslalom, DSQ Kombination, DNF Super-G
- Val-d’Isère 2009: 62. Slalom, DNQ Riesenslalom
- Garmisch-Partenkirchen 2011: 69. Slalom, DNQ Riesenslalom
- Schladming 2013: 56. Slalom, DNQ Riesenslalom
- Vail/Beaver Creek 2015: 46. Slalom, 102. Riesenslalom
- St. Moritz 2017: DSQ Slalom, DNQ Riesenslalom
- Åre 2019: 81. Slalom[27], 113. Riesenslalom,[28]
- Cortina 2021: DNF Riesenslalom, DNQ Slalom
- Courchevel/Méribel 2023: DNF Riesenslalom[29], DNQ Slalom
- Saalbach-Hinterglemm 2025: 80. Slalom, 105. Riesenslalom

### Weltcup
- Fünf Top-Ten-Platzierungen (alle in der Kombination)

### Weltcupwertungen
- 1981/82: 42. Gesamt, 4. Kombination
- 1982/83: 80. Gesamt, 29. Kombination
- 1983/84: 77. Gesamt, 23. Kombination
- 1988/89: 96. Gesamt, 24. Kombination

### Nationale Skimeisterschaften
- 1995: DNF Super G[30]
- 1996: DNS1 Riesenslalom[31]
- 1996: DNF1 Abfahrt[32]
- 1996: 1. Super G[33]
- 1996: DNS1 Riesenslalom[34]
- 1997: 1. Abfahrt[35]
- 1997: DNF1 Super G[36]
- 2001: 1. Abfahrt[37]
- 2001: DNF1 Super G[38]
- 2001: 1. Abfahrt[39]
- 2003: 1. Abfahrt[40]
- 2003: DNF1 Super G[41]
- 2003: 1. Abfahrt[42]
- 2004: 1. Abfahrt[43]
- 2004: 1. Super G[44]
- 2005: 1. Super G[45]
- 2005: 1. Abfahrt[46]
- 2005: DNS1 Abfahrt[47]
- 2005: DNS1 Super G[48]
- 2006: 1. Abfahrt[49]
- 2006: 1. Super G[50]
- 2006: 1. Super G[51]
- 2006: DNS1 Riesenslalom[52]
- 2010: 1. Slalom[53]
- 2010: 1. Super G[54]
- 2013: 1. Slalom[55]
- 2013: 1. Slalom[56]
- 2014: DNF1 Riesenslalom[57]
- 2015: 1. Slalom[58]
- 2016...2021: ...
- 2022: 1. Slalom[59]
- 2023: 2. Slalom[21]

## Musiker
Hohenlohe begann seine Karriere als Musiker Mitte der 1980er Jahre. Bei der Verleihung der Goldenen Schallplatte für Junge Roemer lernte er Falco kennen, mit dem er dessen Song America erarbeitete. 1987 produzierte er mit dem Schweizer Elektropop-Duo Yello dessen von Shirley Bassey gesungenes Werk The Rhythm Devine. 1988 veröffentlichte Hohenlohe seine erste CD, Rio-Vienna. Weitere Alben sind Busy going nowhere (1994), Spiegelbilder (2002) und Enter my universe (2005).
Für den Musiker Falco schrieb er einen Song.

## Fotograf
2001 initiierte von Hohenlohe eine Fotoreihe namens Ira Valencia, in der er nicht nur die zentrale Figur darstellte, sondern auch Regisseur war. Er wurde durch die Künstlerin Irene Da Punt entdeckt, die seine Fotografien auf dem CD-Cover seines Albums Spiegelbilder sah. Eine Reihe von Ausstellungen folgten: Barcelona (2002), Marbella (2003), Bratislava (2004), Pisa (2004), Bologna (2004), Hamburg (2005), Wien (2005), Paris (2006), Hamburg (2006) und das Byzantinische Museum in Athen (2007). Es folgten Verträge für Werbeaufnahmen, beispielsweise für Palmers und Puma. Kürzlich wurde Hubertus von Hohenlohe von Rocco Forte beauftragt, eine Fotoserie über dessen Restaurant im legendären Brown’s Hotel in London zu schießen. Das zentrale Thema seiner Fotografien ist sein eigenes kosmopolitisches Leben.
Hubertus von Hohenlohe war nach einigen Jahren wieder zurück in Marbella (Spanien), seiner zweiten Heimat, und stellte im Houses of Art im Marbella Club Hotel aus. In der Ausstellung Urban Jungles, die vom 16. Juli bis 20. August 2009 zu sehen war, zeigte er Fotografien aus den unterschiedlichsten Städten der Welt.

## Werke
- Werkkatalog Urban Jungles. teNeues, 2008, ISBN 978-3-8327-9250-3.

## Film
- Christian Paulick: „Hubertus von Hohenlohe – höchstpersönlich!“ Radio Bremen 2005, Erstausstrahlung ARD am 10. Juni 2005 (Pressemitteilung zum Film auf der Website von Radio Bremen).